# Music Bank
Music Bank ist eine Musikshow der südkoreanischen Rundfunkanstalt KBS.

## Geschichte
Die Sendereihe wurde am 16. Juni 1998 gestartet.

## Ausstrahlung
Laut der Frankfurter Allgemeinen Zeitung wird Music Bank über Satellit jede Woche live in 72 Länder übertragen. Moderiert wird sie seit Mai 2015 von Irene und Park Bo-gum.
Die Ausstrahlung findet immer freitags um 18:30 (UTC+9) statt. Eine Version mit englischem Untertitel ist samstags verfügbar.
Die Laufzeit beträgt rund 80 Minuten.

## Music-Bank-Welttournee

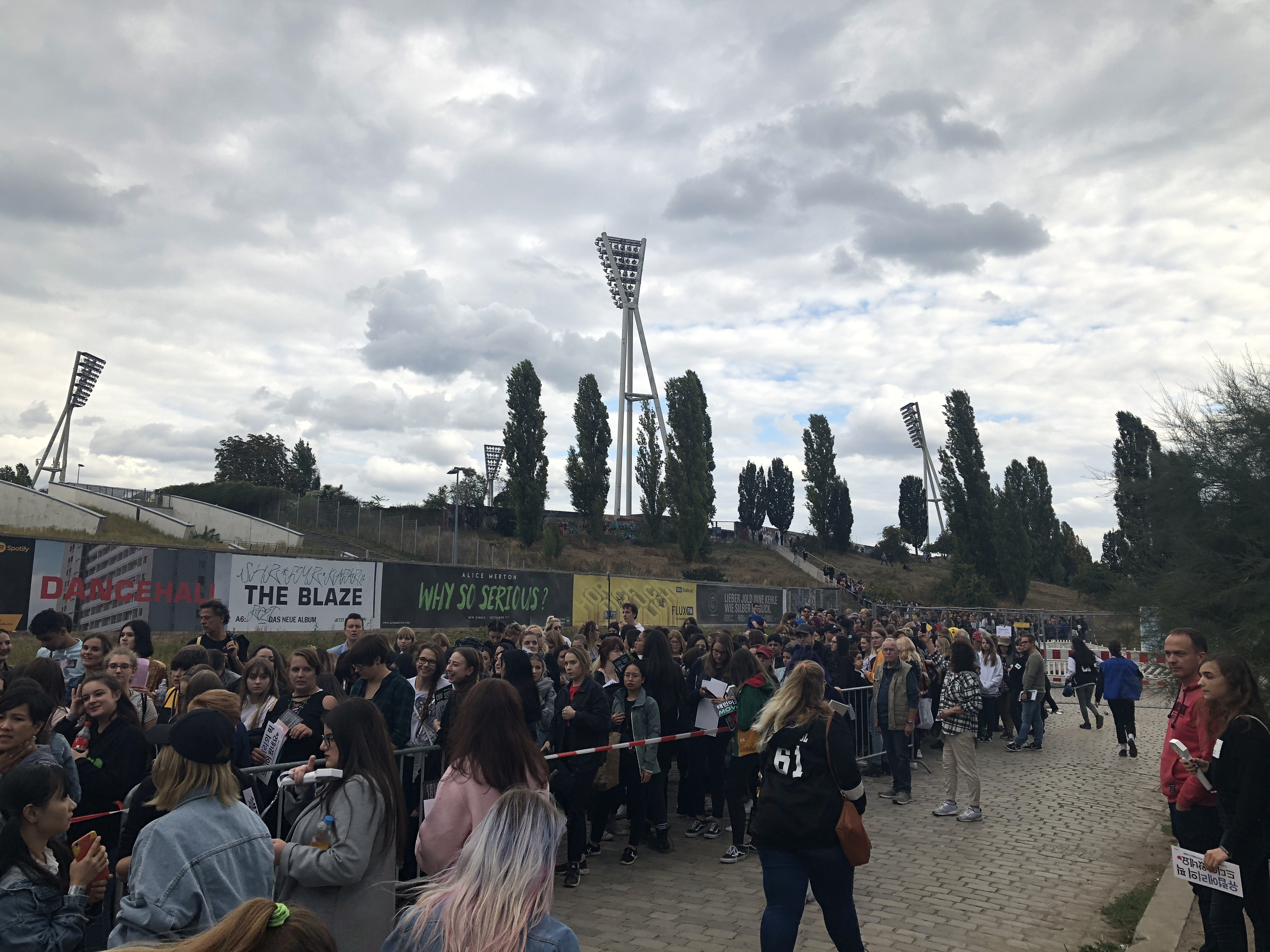
Warteschlange für Music Bank bei einem Konzert in Berlin 2018

Bei den jährlichen Music-Bank-Welttournee von KBS treten die populärsten K-Pop Künstlern in zahlreichen Ländern auf.